# Nomeidae
Nomeidae là danh pháp khoa học của một họ cá biển, nguyên được xếp trong phân bộ Stromateoidei của bộ Perciformes nhưng gần đây được xếp lại trong bộ Scombriformes.

## Từ nguyên
Chi điển hình của họ là Nomeus có nguồn gốc từ tiếng Hy Lạp cổ νομεύς (no.měu̯s) nghĩa là mục đồng, người chăn gia súc, người chăn cừu; xuất phát từ tên gọi thông thường trong tiếng Pháp của loài điển hình Nomeus gronovii là pasteur.

## Phân bố
Phân bố: biển nhiệt đới và cận nhiệt đới.

## Đặc điểm
Cá trưởng thành có vây bụng. Vây lưng thứ nhất với 9-12 tia gai thanh mảnh. Vây lưng thứ hai với 0-3 tia gai, 15-32 tia mềm. Vây hậu môn 1-3 tia gai, 14-30 tia mềm. Đa phần là cá nhỏ, với chiều dài 12–40 cm, nhưng 5 loài (Cubiceps baxteri, C. capensis, C. gracilis, C. paradoxus và Psenes pellucidus) có chiều dài tối đa 80–127 cm.

## Họ hàng
Phân tích phát sinh chủng loài phân tử đặt họ này trong nhánh chứa phần lõi của Stromateoidei (bao gồm Ariommatidae, Stromateidae và Nomeidae) trong bộ Scombriformes.

## Các chi
Hiện tại người ta công nhận 16 loài trong 3 chi thuộc họ này:
- Cubiceps R. T. Lowe, 1843: 10 loài.
- Nomeus G. Cuvier, 1816: 1 loài (Nomeus gronovii).
- Psenes Valenciennes, 1833: 5 loài.